# Горњи Пореч
Горњи Пореч је микрорегија у источној Србији, део Пореча. Обухвата горњи део слива Поречке реке где Поречка река прима и своје две највежније притоке, Шашку реку и Црнајку. Села која припадају Горњем Поречу су Рудна Глава и Црнајка у општини Мајданпек и Танда и Горњане у граду Бору.
Површина Горњег Пореча је 298 2. У њој према попису из 2011. живи 4.142 становника (према попису из 2002. живело је 4.872 становника). Иако су села ове области традиционално влашка, према попису из 2002. године 55% становништва се представило као Срби, а 42% као Власи.